# Sramežljivost
Sramežljivost je osjećaj strepnje, nedostatka utjehe ili nelagode, posebno kada je osoba u blizini drugih ljudi. To se obično događa u novim situacijama ili s nepoznatim ljudima; sramežljiva osoba može jednostavno odlučiti izbjeći takve situacije. Iako sramežljivost može biti karakteristika ljudi s niskim samopoštovanjem, glavna karakteristika sramežljivosti je strah od toga što će drugi ljudi misliti o ponašanju neke osobe. Ovaj strah od negativnih reakcija kao što su: ismijavanje, ponižavanje, kritiziranje ili odbacivanje može uzrokovati povlačenje sramežljive osobe. Jači oblici sramežljivosti mogu se nazvati socijalnom anksioznošću ili socijalnom fobijom. 
Početni uzrok sramežljivosti je različit. Znanstvenici vjeruju da su locirali genetske podatke, koji podupiru hipotezu da je sramežljivost barem djelomično genetska. Međutim, postoje i dokazi koji sugeriraju, da okolina u kojoj je osoba odrasla također može biti odgovorna za sramežljivost. To uključuje zlostavljanje djece, osobito emocionalno zlostavljanje kao što je ismijavanje. Sramežljivost može nastati nakon što je osoba doživjela fizičku anksioznu reakciju; ponekad se čini da se sramežljivost prvo razvije, a zatim kasnije uzrokuje fizičke simptome tjeskobe. Sramežljivost se razlikuje od socijalne anksioznosti, koja je šire psihološko stanje često povezano s depresijom, uključujući iskustvo straha, strepnje ili brige da će nas drugi procijeniti u društvenim situacijama do te mjere da izazove paniku.
Može proizaći iz genetskih osobina, okoline u kojoj je osoba odrasla i osobnih iskustava. Sramežljivost može biti osobina ličnosti ili se može pojaviti u određenim fazama razvoja djece.
Sramežljivost se najvjerojatnije javlja tijekom nepoznatih situacija, iako u težim slučajevima može ometati pojedinca i u najpoznatijim situacijama i odnosima. Sramežljivi ljudi izbjegavaju ono čega ih je strah kako se ne bi osjećali neugodno i nesposobno; stoga situacije ostaju nepoznate, a sramežljivost se nastavlja. Može nestati s vremenom; npr. dijete koje je sramežljivo prema strancima može s vremenom izgubiti ovu osobinu kada odraste i postane društveno vještije. To se često događa u adolescenciji ili mladoj odrasloj dobi (obično oko 13. godine). U nekim slučajevima, međutim, može postati integrirana, cjeloživotna karakterna crta. Ono što se pokazalo konstantnim jest tendencija internaliziranja ili eksternaliziranja problema. Ovo se odnosi na pojedince sramežljive osobnosti jer su skloni internalizirati svoje probleme ili se interno zadržavaju na svojim problemima umjesto da izraze svoju zabrinutost, što dovodi do poremećaja poput depresije i anksioznosti. Ljudi doživljavaju sramežljivost u različitim stupnjevima i na različitim područjima.